# Höchstüberlassungsdauer
Die Höchstüberlassungsdauer ist eine Regelung im Rahmen des Arbeitnehmerüberlassungsgesetzes (AÜG). Sie konkretisiert die zulässige Höchstdauer, für die ein Leiharbeitnehmer einem Entleihbetrieb zur Arbeitsleistung überlassen werden darf.

## Gesetzliche Grundlagen
Rechtsgrundlage für die Höchstüberlassungsdauer ist das Arbeitnehmerüberlassungsgesetz. Dieses wurde zum 1. April 2017 reformiert. Seit Inkrafttreten der AÜG-Reform im April 2017 gilt eine Überlassungshöchstdauer von 18 Monaten (§ 1 Abs. 1b Satz 1 AÜG).

## Geschichte
Ein Kriterium der Arbeitnehmerüberlassung besteht darin, dass diese vorübergehend stattfindet. Im Zuge verschiedener Reformen des AÜGs wurde der Zeitraum für die zulässige Überlassungshöchstdauer mehrfach angepasst:
- 1972: Höchstüberlassungsdauer von 3 Monaten[1]
- 1985: Verlängerung der Höchstüberlassungsdauer von 3 auf 6 Monate
- 1994: Verlängerung von 6 auf 9 Monate
- 1997: Verlängerung von 9 auf 12 Monate
- 2002: Verlängerung von 12 auf 24 Monate[2]
- 2003: Wegfall der Überlassungshöchstdauer im Zuge der Hartz-Gesetze[3]
- 2011: Im Zuge der Leiharbeitsrichtlinie (Richtlinie 2008/104/EG) wird festgesetzt, dass die Überlassung „vorübergehend“ sein muss[4]
- 2017: Überlassungshöchstdauer von 18 Monaten

## Ermittlung der Höchstüberlassungsdauer

### 18-Monate-Regelung
Das Kriterium der vorübergehenden Überlassung von Leiharbeitnehmern wird in der AÜG-Reform vom 1. April 2017 konkretisiert: Verleiher dürfen Leiharbeiter nicht länger als 18 aufeinanderfolgende Monate demselben Entleiher überlassen (§ 1 Abs. 1b AÜG).
Die Berechnung des Überlassungszeitraums richtet sich laut Fachanweisung der Bundesagentur für Arbeit nach § 187 Abs. 2 Satz 1, § 188 Abs. 2 2. Alt. BGB: „Ist der Beginn eines Tages der für den Anfang einer Frist maßgebende Zeitpunkt, so wird dieser Tag bei der Berechnung der Frist mitgerechnet.“ Maßgeblich für die Bestimmung der Überlassungsdauer ist nicht die tatsächliche Arbeitszeit, sondern die im Arbeitnehmerüberlassungsvertrag festgelegte Dauer der Überlassung: Arbeitet der Leiharbeiter bspw. für sechs Monate jeweils zwei Tage die Woche im Entleihbetrieb, ist der Zeitraum mit sechs Monaten anzurechnen. Eine arbeitszeitteilige Anrechnung ist nicht möglich. Berücksichtigt werden Überlassungszeiten ab dem 1. April 2017 (§ 19 Abs. 2 AÜG).
Alternativ lassen sich die Fristen entgegen der BA Fachanweisung nach § 191 BGB berechnen: Der Monat wird demnach zu 30 und das Jahr zu 365 Tagen gerechnet.
Die Berechnung des zulässigen Überlassungszeitraums erfolgt laut Fachanweisung der Bundesagentur für Arbeit arbeitnehmerbezogen: Voreinsatzzeiten des Leiharbeitnehmers im selben Entleihunternehmen werden angerechnet, auch wenn der vorherige Einsatz über einen anderen Verleiher erfolgt ist. Wurde die Überlassung für mehr als drei Monate unterbrochen, beginnt die Berechnung wieder bei null. Bei Unterbrechungen von exakt drei Monaten oder unter drei Monaten werden die Überlassungszeiten addiert. Für die Berechnung von Teilmonaten bei vorherigen Überlassungen wird der Monat laut Fachanweisung der Bundesagentur für Arbeit mit 30 Tagen angesetzt (§ 191 BGB).

### Abweichungen
Unter bestimmten Umständen sind Abweichungen von der 18-Monate-Regelung möglich (Verlängerung oder Verkürzung).

#### Tarifgebundene Entleiher
Tarifgebundene Unternehmen können eine abweichende Höchstüberlassungsdauer anwenden, wenn die Tarifvertragsparteien der Einsatzbranche eine entsprechende Regelung getroffen haben (§ 1 Abs. 1b AÜG Satz 3). Voraussetzung ist die Tarifbindung des Entleihers: Die Abweichung erfolgt durch einen Verbands- bzw. Branchentarifvertrag oder einen Firmentarifvertrag.

#### Nicht tarifgebundene Entleiher
Tarifungebundene Entleiher im Geltungsbereich des Tarifvertrags haben die Möglichkeit, abweichende tarifvertragliche Regelungen zur Höchstüberlassungsdauer durch Betriebs-/Dienstvereinbarungen inhaltsgleich zu übernehmen (§ 1 Abs. 1b Satz 4 AÜG). Bei der Übernahme sind alle Regelungen zu berücksichtigen, die mit der Abweichung der Überlassungshöchstdauer in einem Regelungszusammenhang stehen, z. B. verknüpfte Regelungen zur Überlassungsdauer und Übernahme von Leiharbeitnehmern. Sollte der Entleiher unter mehrere einschlägige Tarifverträge fallen, ist laut § 1 Abs. 1b Satz 7 AÜG auf den repräsentativsten Tarifvertrag abzustellen. Voraussetzung für die Abweichungsmöglichkeit ist, dass der Entleiher über einen Betriebsrat verfügt.
Besteht eine entsprechende tarifliche Öffnungsklausel, können nicht tarifgebundene Entleiher davon Gebrauch machen (§ 1 Abs. 1b S. 6 AÜG), um abweichende Regelungen durch Betriebs-/Dienstvereinbarung zu treffen. Existiert keine Vorgabe zur Höchstüberlassungsdauer, ist die Überlassungsdauer für nicht tarifgebundene Entleiher auf maximal 24 Monate begrenzt.

## Rechtsfolgen bei Überschreiten der Höchstüberlassungsdauer
Der Arbeitsvertrag zwischen Verleiher und Leiharbeitnehmer wird mit Überschreiten der zulässigen Höchstüberlassungsdauer unwirksam (§ 9 Abs. 1b AÜG), es sei denn, der Leiharbeiter hält durch eine Festhaltenserklärung am Arbeitsvertrag mit dem Verleiher fest: Bis zum Ablauf eines Monats nach Überschreiten der Höchstüberlassungsdauer hat die Erklärung schriftlich zu erfolgen. Diese ist nach § 9 Abs. 2 wirksam, wenn
- der Leiharbeiter sie der Agentur für Arbeit persönlich vorlegt
- die Agentur für Arbeit die Erklärung mit dem Vorlagedatum versieht und durch einen Hinweis versichert, dass sie die Identität des Leiharbeiters festgestellt hat
- die Erklärung dem Verleiher oder Entleiher spätestens am dritten Tag nach der Vorlage bei der Agentur für Arbeit zugeht

## Softwaregestützte Umsetzung
Die Berechnung der Fristen für die Höchstüberlassungsdauer kann softwaregestützt erfolgen. Dafür übernehmen Anwender entsprechende Kunden-, Mitarbeiter- und Auftragsdaten in ihre Softwarelösung. Die Software ermittelt, wann die Höchstüberlassungsdauer erreicht ist. Dabei sind Voreinsatzzeiten von Mitarbeitern bei einem Entleiher und eventuelle abweichende Fristen zu berücksichtigen.